# Зарубин, Александр Львович
Александр Львович Зару́бин (28.06.1979) - деятель искусств. Живет и работает в Сергиев Посаде (Московской области)

## Художественные галереи
Художественная онлайн-галерея Artmajeur 
Онлайн музей Gallerix 

## Биография
Родился 28 июня 1979 года в Чкаловске. Родители Зарубин Лев Николаевич и Зарубина Вера Лазарьевна.
Учился в Чкаловской средней школе № 3.
В 1996 году поступил в Нижегородское высшее зенитное ракетное командное училище противовоздушной обороны. После расформирования училище в 1999 году был переведен в Ярославское высшее военное училище противовоздушной обороны, которое закончил в 2001 году по специальности радиоинженер.
После окончания училища получил назначение в 1530-й зенитный ракетный полк где прослужил по 2006 год. С 2006 года по 2013 год проходил службу в рядах Вооруженных сил Российской Федерации в военном комиссариате г. Переславля-Залесского Ярославской области. Уволен в запас в воинском звании капитан. После увольнения переехал на постоянное место жительства в Сергиев Посад.
Моделированием занимался с детства. Начинал с пластиковых моделей самолетов и бумажных поделок, которые брал из детского журнала «Левша». Постепенно в своих работах стал использовать материал в виде спичек, сначала для усиления бумажного каркаса, а затем полностью перешел на спички. Каждая работа является произведением искусства.
Но наиболее заметна его деятельность стала после того, как одна работа 27.08.2021 попала  года в книгу рекордов мира «INTERRRECORD» и в реестр рекордов России под наименованием «Самый большой декоративный ночник из спичек».
Еще одна работа колокольня Сергиев Посада внесена в книгу рекордов России под названием «Самая большая колокольня из спичек в России». Рекорд зарегистрирован 18 октября 2022 года.
12 мая 2022 года был включен в Единый реестр Профессиональных художников и присвоена категория 5-В (сложившийся профессиональный художник).
Также в его копилке есть призовые места в различных выставках. Например в Международном конкурсе «Таланты России», проходившим в Новой Третьяковке с 31 июля по 7 августа 2022, занял 3 место в номинации декоративно-прикладное искусство, название работы «Колокольня Сергиев Посада». Также участвовал в Международной художественном проекте «Духовное искусство», место проведения Нижегородская ярмарка в Нижнем Новгороде и также занял 3 место.
В 2022 году участвовал в Российской Премии Искусств", который проводил "Евразийский Художественный Союз" в музее Новая Третьяковка.
При участии в 2022 году в XIV сезоне Международного конкурса Art Excellence Awards  макет Преображенской церкви г. Суздаля из спичек получил золотую медаль.
В 2024 году в Международном конкурсе «STELLA VIRTUOSO» («ЗВЕЗДА ВИРТУОЗА») макет «Колокольни Сергиево-Посадской лавры» получил серебряную медаль.
Наиболее значимые работы Преображенской церкви г. Суздаля и «Колокольни Сергиево-Посадской лавры» неоднократно выставлялись в музее Новая Третьяковка
Его деятельность была показана в передаче "Знаете ли вы, что" на телеканале РЕН ТВ. Также в газете Подмосковье сегодня в рубрике "Герои Подмосковья" он поделился своими секретами мастерства. Неоднократно его деятельность освещалась в газете "Вперёд" и на телеканале Сергиев Посада "Радонежье"

## Общественная деятельность
В 16 декабре 2022 году избран Почетным членом Международной академии современных искусств

## Работы
Макет Преображенской церкви г. Суздаля
Макет «Колокольни Сергиево-Посадской лавры» 
Эйфелева башня из спичек
Пагода из спичек 
Вращающая мельница из спичек 
Работы из бумаги 

## Награды
Медали «За отличие в военной службе» III и II степени, награждён приказами Министра обороны Российской Федерации № 122 от 7 февраля 2008 года и № 2314 от 10 декабря 2012 года соответственно.
Медаль «За заслуги в культуре и искусстве» награжден приказом Московского отделения Российского творческого союза работников культуры № 44 от 20 марта 2024 года.